# 金台书院
39°53′28″N 116°24′40″E / 39.8910869°N 116.4109744°E
參數所指定的目標頁面不存在，建議更正成存在頁面或直接建立下列一個頁面（建立前請先搜尋是否有合適的存在頁面可以取代）：
- 金台书院 (灵台县)

金台书院，位于北京市东城区崇文门外东晓市街203号，是清朝创建的一座书院。

## 简介
金台书院的前身是清朝康熙年间的“首善义学”。清朝康熙三十九年（1700年），顺天府尹钱晋锡设大兴县、宛平县两县的义学，称为“首善义学”。首善义学设在北京南城的金鱼池一带的“洪庄”，是降清的明朝将领洪承畴的赐园。学生均为两县的贫困学童。首善义学成为北京历史上第一个义学，历经康熙、雍正、乾隆三朝。康熙帝特赐御书“广育群才”匾额。
清朝乾隆十五年（1750年），首善义学经大规模修缮扩建，更名为“金台书院”，直属顺天府管理，生源主要为京师及各省准备参加会试、殿试的举人、贡生，顺天府童生也可入学。清朝设立书院，最初是在各省省会，后来各府、州、县也设立书院。清朝书院多以考课为主，为科举的预备场所，金台书院设在京师，遂名闻全国。
金台书院设学长一人，学副二人，上舍六人，内课十六人，外课二十人，附课无定额。康熙年间的举人王源、雍正年间的进士陳兆崙都曾担任金台书院的学长。金台书院设有官课与师课，教学内容是经书义理、八股文章、临摹法帖等等。每逢朔望日考试，成绩优良者可以受到资助。陆润庠曾在金台书院备考，后来在清朝同治十三年（1874年）中状元，为此曾经为金台书院题匾额，匾文为“状元”二字（此匾在文化大革命时丢失），当地居民遂俗称金台书院为“状元府”。
清朝道光二十二年（1842年），金台书院重修，光绪五年（1875年）再次重修。经过重修，书院的面貌大为改观。门前形成了扇面形的挂瓦影壁作为屏障，门口设有石雕卧狮。官厅正中有垂花门楼，全部采用木料雕装镶嵌，油饰彩画。东西文场宽敞明亮，且带有回廊，场内添加桌椅。
清朝光绪三十二年（1909年），“金台书院”因为朝廷废科举而停办，改办“公立顺直中学堂”。民国四年（1915年），京师公立第十六初高级小学校迁入金台书院址，此后该小学历经变迁，多次更名。1934年更名为北平市立东晓市小学校。1945年更名为北平市立第十二区中心国民小学校。1949年更名为北京市第九区中心小学校。1954年更名为北京市崇文区第一中心小学校。1973年更名为北京市崇文区东晓市小学校。2000年更名为北京市崇文区金台小学。2011年，又更名为北京市东城区金台书院小学。
金台书院有房屋64间，其中包括聚会、讲学、备考的讲堂30间。1984年，金台书院被列为北京市文物保护单位。1983年和1986年，占用金台书院的小学先后两次对校舍进行修缮、改建、扩建。